# Evodoula
Evodoula est une commune du Cameroun située dans la région du Centre et le département de la Lekié.

## Population
En 1965-1966, 408 habitants ont été dénombrés à Evodoula, principalement des Eton.
Lors du recensement de 2005, la commune comptait 18 899 habitants, dont 2 236 pour la ville d'Evodoula.

## Organisation

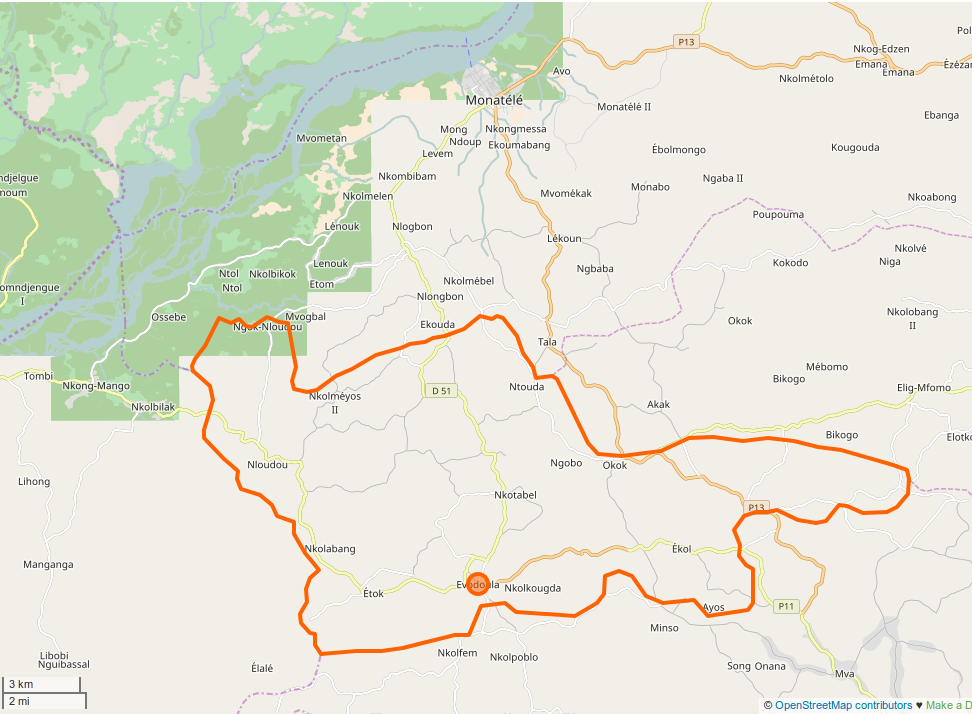

Outre Evodoula et ses quartiers, la commune comprend les villages suivants :
- Ekol
- Elah
- Elig Zogo
- Enoh
- Etok
- Eyen-Meyong
- Kalngaha
- Komo
- Mbel-Bikol
- Meyos
- Minwoho
- Ngbabang I
- Ngbabang II
- Ngbabang III
- Ngobo
- Nguesse
- Nkod Abel
- Nkol Abang
- Nkol Assa I
- Nkol Assa II
- Nkol Meyos I
- Nkol Meyos II
- Nkol Nguélé
- Nkol Ohandja
- Nkol Seng
- Nkolakok
- Nkolkougda I
- Nkolkougda II
- Nlong Menang
- Nloudou
- Ntouda
- Okok I
- Okok II
- Pobo
- Pongsolo